# Bock (Insel)
Bock ist eine unbewohnte Insel in der Ostsee in Vorpommern zwischen der Halbinsel Zingst und der Insel Hiddensee. Sie entstand im 20. Jahrhundert im Gebiet einer ausgedehnten Sandbank mit der Bezeichnung Bock. Die Insel steht unter Naturschutz und ist Teil der Kernzone („Schutzzone 1“) des Nationalparks Vorpommersche Boddenlandschaft.

## Lage
Die als Bock bezeichnete Sandbank reicht von der Ostspitze der Halbinsel Zingst bis zum Gellenstrom, der Fahrrinne zum Stralsunder Hafen kurz vor der Insel Hiddensee. Die Insel Bock liegt in deren südöstlichem Teil, durch die schmale Wasserstraße Barther Zufahrt vom Festland mit dem Ort Barhöft und der Wüstung Zarrenzin getrennt. Das angrenzende Festlandsgebiet gehört zur Gemeinde Klausdorf (bei Stralsund). Bock dagegen gehört teilweise zur südwestlich gelegenen Gemeinde Groß Mohrdorf, andere Teile der Insel gehören zu keiner Gemeinde. Im Westen wird die Insel durch schmale, flache Wasserläufe von der Inselgruppe Kleine Werder getrennt, dazwischen und nördlich des Bocks befindet sich ein Windwatt.
Die Insel erstreckt sich über eine Länge von etwa sechs Kilometern und ist meist weniger als einen Kilometer breit. Ihre Fläche wird mit 3,4 Quadratkilometern angegeben.

## Geschichte

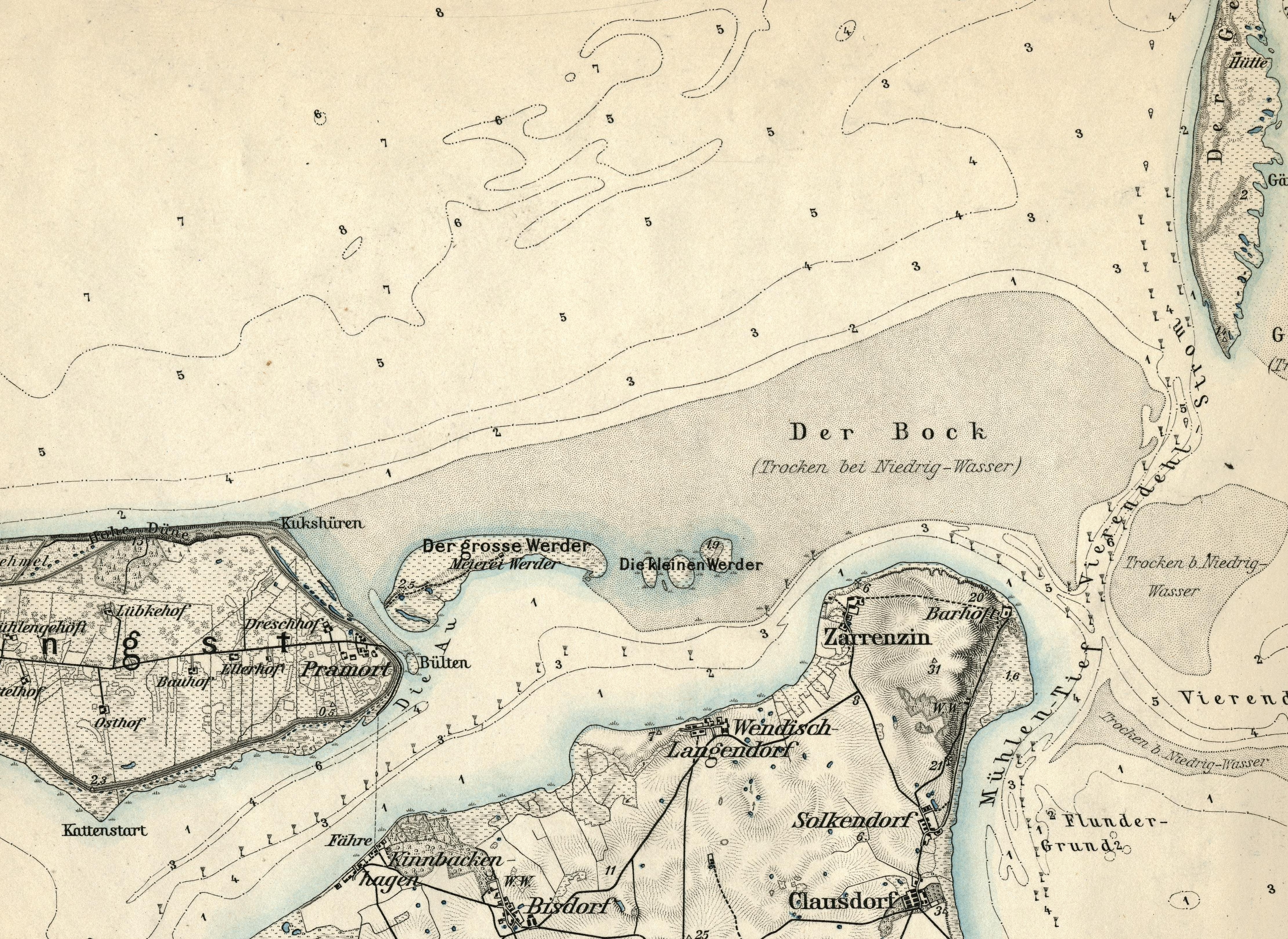
Die Sandbank Bock 1893

Der Name Bock für die Sandbank östlich der Halbinsel Zingst ist aus einer Reihe von Texten und Karten aus dem 19. Jahrhundert überliefert. Er wird von aufgebockt abgeleitet, da gestrandete Schiffe auf der Sandbank aufgebockt sind. Einige heutige Inseln lagen bereits damals im Bereich der Sandbank dauerhaft über dem mittleren Wasserniveau, dazu gehörten der Große und die Kleinen Werder.
Die Sandbank entstand auf natürlichem Weg durch Anlagerung von Sediment aus dem Bereich Darßer Ort, das mit der Westströmung ostwärts transportiert wurde. Zusätzlich wird Material von Dornbusch auf Hiddensee nach Süden transportiert, so dass auch der Gellen im Süden der Insel sich weiter ausdehnt. Zwischen dem Bock und dem Gellen liegt der Gellenstrom, früher auch Barhöfter Tief genannt, eine Fahrrinne vom Hafen Stralsund zur Ostsee, die zur Versandung neigt.
In den 1930er Jahren wurden Sandablagerungen aus der Fahrrinne gebaggert und auf die Sandbank gebracht, anschließend wurden diese höherliegenden Sande aufgeforstet und liegen seitdem als Insel Bock dauerhaft über Wasser. 1939/40 wurden zwei Leuchtfeuer auf der Insel errichtet.
Ab den 1960er Jahren war Bock für die Öffentlichkeit unzugänglich, denn das  Ministerium für Staatssicherheit nutzte die Insel, um Fluchtversuche zu verhindern. Zu diesem Zweck errichteten die Grenztruppen fünf Bungalows, vier Finnhütten mit Wohneinheiten, eine Versorgungshütte, einen Bootsanleger nebst Dalben, sowie etwa 1.350 Meter Spülrohrleitungen. Eine der Wohnhütten stand am Anleger und diente der Pass- und Zollkontrolle. Alle Bauten wurden nach der Wende bis zum 10. Dezember 1993 abgerissen.
Seit 1990 ist der Bock Teil des Nationalparks Vorpommersche Boddenlandschaft. Er ist weiterhin, nun aus Naturschutzgründen, für die Allgemeinheit gesperrt.

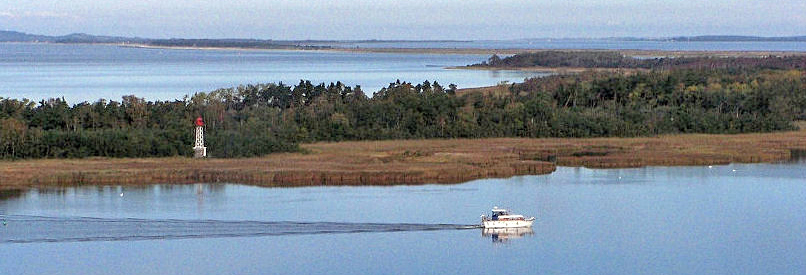
Blick von Barhöft auf Bock, links das denkmalgeschützte Unterfeuer

## Leuchtfeuer
Auf der Insel stehen zwei Leuchtfeuer, beide wurden um 1939/40 errichtet. Das 13 Meter hohe Unterfeuer Bock steht auf der Südseite, das 23 Meter hohe Oberfeuer 660 Meter davon entfernt auf der Nordseite der Insel. Die Leuchtfeuer sind denkmalgeschützt.

## Vegetation
Im Westteil der Insel befindet sich auf dem ehemaligen Spülfeld Sandtrockenrasen, umgeben von Landreitgrasfluren und Wald. Auf dem welligen, trockenen Sandboden der Insel wachsen Sandseggensilbergras und mittlerweile auch Sanddorn. Weitere typische Arten sind Rotstraußgras, Bergsandknöpfchen, Strandhafer, Sandstrohblume, Mausohrhabichtskraut, Strandroggen, sowie verschiedene Flechten und Moose.